# بوهلالن (كنفودة)
بوهلالن هي إحدى مشيخات المملكة المغربية، تتبع جغرافيا لإقليم جرادة وإداريًا لكنفودة. يقدر عدد سكانها بـ 1921 نسمة حسب الإحصاء الرسمي للسكان والسكنى لسنة 2004.